# Véronne
Véronne település Franciaországban, Drôme megyében. Lakosainak száma 38 fő (2022. január 1.). Véronne Espenel, Eygluy-Escoulin, Mirabel-et-Blacons, Montclar-sur-Gervanne, Pontaix, Saillans és Vercheny községekkel határos.

## Népesség
A település népessége az elmúlt években az alábbi módon változott:
| Lakosok száma | 58   | 13   | 39   | 45   | 38   | 43   | 46   | 47   | 44   | 38   |
|               | 1968 | 1982 | 1990 | 2006 | 2013 | 2015 | 2017 | 2019 | 2020 | 2022 |